# Södel
Södel ist ein Ortsteil der Gemeinde Wölfersheim im südhessischen Wetteraukreis und hat rund 2300 Einwohner.

## Geographie
Södel befindet sich südlich von Wölfersheim. Mit diesem besteht ein zusammenhängender Siedlungsbereich.
Historische Flächennutzung
- 1854: 2.410 Morgen, davon 1647 Ackerland, 92 Wiesen, 608 Wald[3]
- 1961 (ha): 603, davon 130 Wald[1]

## Geschichte

### Ersterwähnung
Södel wurde in der Amtszeit des Abts Baugulf, in der Herrschaftszeit Karls des Großen, erstmals in undatierten Schenkungen an das Kloster Fulda erwähnt. Da Baugulfs Amtszeit 802 endete, wurde dieses Jahr als Datum der Ersterwähnung festgelegt. Die erste der beiden überlieferten Fassungen lautet: "Bernhere et uxor eius Waltrud tradiderunt sancto Bonifatio bona sua in villa Sodila nuncupata, id est agros, vineas, prata, domos et familiam." (Übersetzung: Bernher und seine Frau Waltrud übergeben dem Heiligen Bonifatius ihre Güter im benannten Ort Sodila, nämlich Äcker, Weinberge, Wiesen, Häuser und die Familien.) In der zweiten Fassung heißt es: "Bernhere de Wetereibe tradit sancto bona sua in ville Sodile, id est agros, vineas, silvas, domos ac familiam cum substantia." (Übersetzung: Bernher aus der Wetterau übergibt dem Heiligen seine Güter in dem Ort Sodile, das sind Äcker, Weinberge, Wälder, Häuser und Familien mit Hausrat.) In die gleiche Zeit fällt die Schenkung eines Ernst ebenfalls an das Kloster Fulda: "Idem Ernest tradidit in villa Sodila et in Toruelden mansos XIX cum XXXVIIII mancipis." (Übersetzung: Derselbe Ernst übergab in den Orten Södel und Dorfelden 19 Hufen und 39 Leibeigene.)

### Mittelalter
1017 erhielt das Kloster Michelsberg bei Bamberg kurz nach seiner Gründung umfangreiches Reichsgut in Södel, Sindlingen und Wohnbach durch den Ottonen-Kaiser Heinrich II. geschenkt. Noch im 11. Jahrhundert vertauschte das Kloster seine Besitzungen in Södel (Sodelo), Wohnbach (Vuanebach) und Sindlingen (Sindelingo) gegen das Gut Ailsbach in Mittelfranken.
Bis in die zweite Hälfte des 12. Jahrhunderts hatte die Reichsministerialenfamilie von Hagen-Münzenberg in der nördlichen Wetterau ein geschlossenes Herrschaftsgebiet errichtet. Durch Einheirat fiel ihnen auch der Besitz der Grafen von Nürings zu. Nach dem Aussterben der Münzenberger 1255 fiel der größte Teil ihres Besitzes an die Grafen von Falkenstein, die mit ihrer Hausmachtpolitik aber das benachbarte Wölfersheim förderten. Der letzte Falkensteiner und Erzbischof von Trier, Werner III. von Falkenstein, privilegierte 1408 Wölfersheim besonders und ließ es stark befestigen. Dagegen behielt Södel seinen Dorfcharakter.
Nach dem Tode Werners von Falkenstein am 4. Oktober 1418 gelangten zwei Drittel des Erbes in den folgenden Teilungen an die Grafen zu Solms. Die Brüder Bernhard und Johann teilten das große Falkensteiner Erbe in den Teilungen von 1420, 1423, 1432 und 1436 weiter. Dabei setzte sich Graf Johann von Solms-Lich durch, der eine gemeinsame Verwaltung des Besitzes verhinderte. Bernhard II. erhielt u. a. die Stadt Hungen und den Flecken Wölfersheim und begründete die Linie Solms-Braunfels.
Die Wüstung Dahendal sowie die Außenleute in Melbach und Berstadt fielen nach Wölfersheim, dagegen blieb der umfangreiche Mainzer Besitz in Södel im Lehnsbesitz der Grafen von Solms-Lich. Dies galt besonders für die Vogteirechte zu Södel. Es entstand die Burg Södel, welche im 17. Jahrhundert zum Witwensitz von Solms-Lich ausgebaut wurde.
Zu einem größeren Konflikt zwischen den beiden Solmser Linien kam es, als der Wölfersheimer Bürgermeister Klaus Ducker 1487 nach Södel entwich und von dem dortigen Schultheißen aufgenommen wurde, obwohl er Untertan von Solms-Braunfels war. Erschwert wurde der Fall dadurch, dass Ducker, wie es damals Aufgabe eines Bürgermeisters war, die Finanzen in Wölfersheim verwaltet hatte, und gegen ihn noch Ansprüche erhoben wurden. Außerdem war ein zweiter Wölfersheimer Untertan bereits 1484 unerlaubt nach Södel gezogen, was den Fall komplizierter machte. Mit gegenseitigen Sanktionen schwächten die Solms-Licher und Solms-Braunfesler Amtleute wirtschaftlich die jeweils andere Partei. Schließlich traf man sich 1494 im Kloster Arnsburg, um den Konflikt beizulegen.
Eine große Brandkatastrophe im Jahr 1496 hinderte Södels Entwicklung weiter. Der Solms-Licher Amtmann Konrad Schenk zu Schweinsberg ordnete an, dass aus Assenheim Getreide für die Brandgeschädigten geliefert wurde.

### Neuzeit
1610/11 wurde in Södel eine Münzstätte durch den Grafen Ernst II. errichtet, die bis 1622 Bestand hatte.
Die Unruhen von 1734
Während des Dreißigjährigen Kriegs, in den 1640er Jahren, besaß der Licher Amtmann Johann Thorybander ein Hofgut in Södel. 1648 erhielt Thorybander einen Freiheitsbrief der Grafen von Solms-Lich für dieses Gut. Die Gräfin Amoena Amalia von Wied-Runkel, verwitwete Gräfin zu Solms-Lich, erwarb das Thorybandische Gut 1684, das nun als ritterschaftliches Gut Steuer- und Abgabenfreiheit besitzen sollte, was aber die Gemeinde Södel nicht anerkannte. Schließlich gelangte das Hofgut in den Besitz der Herren von Pappenheim. Als im März 1734 Kontributionen, Steuern und Monatsgelder auch von diesem Gut verlangt wurden, leisteten die bäuerlichen Pächter Widerstand. Die von Burg Friedberg entsandten 50 Mann Militär wurden "dergestalt mit Heugabeln/ Hacken/ Spießen und Steinen angegriffen." Das Militär floh aus dem Dorf. Darauf versuchte man die Forderungen in Wohnbach einzuziehen, das aber zwischenzeitlich von Solms-Lich an Solms-Laubach gelangt war. Daraus entsprang ein fast zweijähriger Aufstand der Wohnbacher Einwohner.
Södel seit der Hessischen Gebietsreform (1970–1977)
Wölfersheim schloss sich im Zuge der Gebietsreform in Hessen auf freiwilliger Basis am 31. Dezember 1970 mit den Orten Melbach, Södel und Wohnbach zur Großgemeinde Wölfersheim zusammen.
Am südwestlichen Rande von Södel entstand in den letzten Jahren ein großes Neubaugebiet. Heute befindet sich am westlichen Rand des Dorfes die Jim-Knopf-Schule, eine Grundschule. In unmittelbarer Nähe stehen das Dorfgemeinschaftshaus und die Kita Regenbogen. Der Sportplatz und der Hockeyplatz schließen sich an.

### Verwaltungsgeschichte im Überblick
Die folgende Liste zeigt die Staaten und Verwaltungseinheiten, denen Södel angehört(e):
- vor 1718: Heiliges Römisches Reich, Grafschaft  Solms-Lich, Amt Lich
- ab 1718: Heiliges Römisches Reich, Grafschaft Solms-Hohensolms-Lich, Amt Lich
- ab 1792: Heiliges Römisches Reich, Fürstentum Solms-Hohensolms-Lich, Amt Lich
- ab 1806: Großherzogtum Hessen,[Anm. 2] Fürstentum Oberhessen, Amt Lich (des Fürsten Solms-Hohensolms-Lich)[16]
- ab 1815: Großherzogtum Hessen, Provinz Oberhessen, Amt Lich (des Fürsten Solms-Hohensolms-Lich)[17]
- ab 1820:  Großherzogtum Hessen, Provinz Oberhessen, Amt Lich[Anm. 3]
- ab 1822: Großherzogtum Hessen, Provinz Oberhessen, Landratsbezirk Hungen[18][Anm. 4]
- ab 1837: Großherzogtum Hessen, Provinz Oberhessen, Kreis Friedberg
- ab 1848: Großherzogtum Hessen, Regierungsbezirk Friedberg
- ab 1852:  Großherzogtum Hessen, Provinz Oberhessen, Kreis Friedberg
- ab 1867: Norddeutscher Bund,[Anm. 5] Großherzogtum Hessen, Provinz Oberhessen, Kreis Friedberg
- ab 1871: Deutsches Reich, Großherzogtum Hessen, Provinz Oberhessen, Kreis Friedberg
- ab 1918: Deutsches Reich (Weimarer Republik), Volksstaat Hessen, Provinz Oberhessen, Kreis Friedberg
- ab 1938: Deutsches Reich, Volksstaat Hessen, Landkreis Friedberg[19][Anm. 6]
- ab 1945: Amerikanische Besatzungszone,[Anm. 7] Groß-Hessen, Regierungsbezirk Darmstadt, Landkreis Friedberg
- ab 1946: Amerikanische Besatzungszone, Hessen, Regierungsbezirk Darmstadt, Landkreis Friedberg
- ab 1949: Bundesrepublik Deutschland, Hessen, Regierungsbezirk Darmstadt, Landkreis Friedberg
- ab 1971: Bundesrepublik Deutschland, Hessen, Regierungsbezirk Darmstadt, Landkreis Friedberg, Gemeinde Wölfersheim
- ab 1972: Bundesrepublik Deutschland, Land Hessen, Regierungsbezirk Darmstadt, Wetteraukreis, Gemeinde Wölfersheim

### Gerichte seit 1803
In der Landgrafschaft Hessen-Darmstadt wurde mit Ausführungsverordnung vom 9. Dezember 1803 das Gerichtswesen neu organisiert. Für das Fürstentum Oberhessen (ab 1815 Provinz Oberhessen) wurde das „Hofgericht Gießen“ eingerichtet. Es war für normale bürgerliche Streitsachen Gericht der zweiten Instanz, für standesherrliche Familienrechtssachen und Kriminalfälle die erste Instanz. Übergeordnet war das Oberappellationsgericht Darmstadt. Die Rechtsprechung der ersten Instanz wurde durch die Ämter bzw. Standesherren vorgenommen und somit war für Södel ab 1806 das „Patrimonialgericht der Fürsten Solms-Hohensolms-Lich“ in Lich zuständig. Nach der Gründung des Großherzogtums Hessen 1806 wurden die Aufgaben der ersten Instanz 1821–1822 im Rahmen der Trennung von Rechtsprechung und Verwaltung auf die neu geschaffenen Land- bzw. Stadtgerichte übergingen. Ab 1822 ließen die Fürsten Solms-Hohensolms-Lich ihre Rechte am Gericht durch das Großherzogtum Hessen in ihrem Namen ausüben. „Landgericht Lich“ war daher die Bezeichnung für das erstinstanzliche Gericht, das auch für Södel zuständig war. Auch auf sein Recht auf die zweite Instanz, die durch die Justizkanzlei in Hungen ausgeübt wurde verzichtete der Fürst 1823. Erst infolge der Märzrevolution 1848 wurden mit dem „Gesetz über die Verhältnisse der Standesherren und adeligen Gerichtsherren“ vom 15. April 1848 die standesherrlichen Sonderrechte endgültig aufgehoben. Zu Beginn des Jahres 1837 wurde Södel dem Landgericht Friedberg zugeteilt.
Anlässlich der Einführung des Gerichtsverfassungsgesetzes mit Wirkung vom 1. Oktober 1879, infolge derer die bisherigen großherzoglichen Landgerichte durch Amtsgerichte an gleicher Stelle ersetzt wurden, während die neu geschaffenen Landgerichte nun als Obergerichte fungierten, kam es zur Umbenennung in „Amtsgericht Friedberg“ und Zuteilung zum Bezirk des Landgerichts Gießen.

### Schinderhannes, Schwarzer Jonas und weitere Räuber
Johannes Bückler, der „Schinderhannes“, übte in Södel im Januar/Februar 1802 eines seiner vielen Verbrechen gegen Juden aus. Als er in Melbach zeitweise in einem Gasthaus Quartier genommen hatte, überfiel er die einzige in Södel lebende jüdische Familie, Abraham und Jachel Kaufmann, und raubte sie aus. An dem Überfall waren seine Kumpane Christian Reinhard, der Schwarze Jonas, Johann Martin Rinkert aus Schloßborn, der Schwarze Peter alias Johann Peter Petri aus Hüttgeswasen bei Hermeskeil sowie zwei weitere Gesellen, "Georgi" und "Krug-Joseph" aus Grebenroth, beteiligt. Bei seiner Vernehmung durch den Frankfurter Kriminalrat Siegler am 14. Juni 1802 gab Bückler an: „Er habe an einem Einbruch und Diebstahl Theil genommen, der ... zu Seel (Södel), einem Ort in der Wetterau hinter Friedberg bei einem Juden ... geschehen sei.“ Die Beute bestand u. a. aus Baumwolle, seidenen Tüchern und Geld. Neben dem Haus der Kaufmanns stand die Wirtschaft Volz. Dort soll Bückler zwei Gendarmen genarrt haben. Die Beute aus dem Überfall verteilte man schließlich bei einem Schnapsbrenner in Münster.
In Södel bewegten sich die Räuber teilweise auf vertrautem Terrain. Der Schwiegervater des Christian Reinhard war der hessische Jäger Johann Adolph Eberhardt. Um das Jahr 1792 heiratete Eberhardt in Södel die Schwefelholzhändlerin Anna Elisabeth Schabrack aus Lothringen. Der Name Schabracke ist eigentlich ein Schimpfwort für ein altes hässliches Weib. Reinhard, genannt der Schwarze Jonas, heiratete ca. 1793 nach eigenen Angaben in Södel die 17-jährige Margareta Eberhard. Margarethe gab später an, dass sie in Lothringen geboren sei, wisse aber nicht wo; ihre Mutter habe mit Streichhölzern gehandelt.
Reinhard und Johannes Bückler stiegen in Mainz aufs Schafott. Margareta Eberhard, „des schwarzen Jonas Weib, des Landstreichens beschuldigt,“ wurde mit Verbannung bestraft.
Zu den Wetterauer Verbindungen des Johannes Bückler gehört auch, dass sein Lehrmeister Philipp Ludwig Ernst Mosebach, ein Pfarrerssohn aus Trais-Horloff, war.
Aus Södel stammte der Räuber Ernst Görz. Dieser stahl 1808 „2 Stücklein leinen Tuch“ von der Bleiche am Forsthaus Glaubzahl, unweit des heutigen Niddaer Stadtteils Harb gelegen. Görz war vorher preußischer und österreichischer Soldat gewesen. Nach einer anderen Quelle hatte er mit Conrad Anschuh aus Rodheim (Hungen) zwei Diebstähle begangen. Conrad Anschuh gehörte zur berüchtigten Wetterauer und Vogelsberger Bande, die zwei weitere Diebstähle in Södel ausgeführt hatte.
Jonas Hoos aus Reptich unternahm ca. 1806 gemeinsam mit dem „Heiden-Peter“ (Peter Görzel), dem „Birklarer Schneider“ Johannes Müller, Johannes Reitz, genannt der Haarbacher Hannes, und dem „Mühlenarzt“ Martin Knaus aus Düdelsheim einen Diebstahl „zweyer Brandweinshuthe“ in Södel.
Mitte des 19. Jahrhunderts gab es in Södel noch drei Schnapsbrennereien.
Johann Valentin Christian Oberländer aus Urbach, auch schwarzer Christel oder Löffelhannes genannt, stahl um 1810 zusammen mit Jakob Heinrich Vielmetter aus Obernhain zwei Schafe in Södel. Vielmetter galt als der eigentliche Anführer der Wetterauer Bande.

### Blutbad von Södel
Bekannt wurde Södel durch die gewaltsame Niederschlagung einer Bauernrebellion, das Blutbad von Södel, am 30. September 1830, auf das auch von Georg Büchner und Friedrich Ludwig Weidig in ihrem berühmten Flugblatt Der Hessische Landbote Bezug genommen wird.

## Bevölkerung

### Einwohnerstruktur 2011
Nach den Erhebungen des Zensus 2011 lebten am Stichtag dem 9. Mai 2011 in Södel 2166 Einwohner. Darunter waren 57 (2,6 %) Ausländer. Nach dem Lebensalter waren 429 Einwohner unter 18 Jahren, 969 zwischen 18 und 49, 441 zwischen 50 und 64 und 327 Einwohner waren älter. Die Einwohner lebten in 870 Haushalten. Davon waren 180 Singlehaushalte, 273 Paare ohne Kinder und 333 Paare mit Kindern, sowie 63 Alleinerziehende und 21 Wohngemeinschaften. In 141 Haushalten lebten ausschließlich Senioren und in 639 Haushaltungen lebten keine Senioren.

### Einwohnerentwicklung
| Södel: Einwohnerzahlen von 1834 bis 2022 | Södel: Einwohnerzahlen von 1834 bis 2022 | Södel: Einwohnerzahlen von 1834 bis 2022 | Södel: Einwohnerzahlen von 1834 bis 2022 | Södel: Einwohnerzahlen von 1834 bis 2022 |
| --- | ---------------------------------------- | ---------------------------------------- | ---------------------------------------- | ---------------------------------------- |
| Jahr |                                          |                                          |                                          | Einwohner                                |
| 1834 | 1834                                     |                                          | 662                                      | 662                                      |
| 1840 | 1840                                     |                                          | 689                                      | 689                                      |
| 1846 | 1846                                     |                                          | 700                                      | 700                                      |
| 1852 | 1852                                     |                                          | 666                                      | 666                                      |
| 1858 | 1858                                     |                                          | 678                                      | 678                                      |
| 1864 | 1864                                     |                                          | 628                                      | 628                                      |
| 1871 | 1871                                     |                                          | 673                                      | 673                                      |
| 1875 | 1875                                     |                                          | 675                                      | 675                                      |
| 1885 | 1885                                     |                                          | 684                                      | 684                                      |
| 1895 | 1895                                     |                                          | 719                                      | 719                                      |
| 1905 | 1905                                     |                                          | 721                                      | 721                                      |
| 1910 | 1910                                     |                                          | 742                                      | 742                                      |
| 1925 | 1925                                     |                                          | 768                                      | 768                                      |
| 1939 | 1939                                     |                                          | 901                                      | 901                                      |
| 1946 | 1946                                     |                                          | 1.218                                    | 1.218                                    |
| 1950 | 1950                                     |                                          | 1.379                                    | 1.379                                    |
| 1956 | 1956                                     |                                          | 1.361                                    | 1.361                                    |
| 1961 | 1961                                     |                                          | 1.396                                    | 1.396                                    |
| 1967 | 1967                                     |                                          | 1.450                                    | 1.450                                    |
| 1970 | 1970                                     |                                          | 1.450                                    | 1.450                                    |
| 1980 | 1980                                     |                                          | 1.614                                    | 1.614                                    |
| 1990 | 1990                                     |                                          | 1.686                                    | 1.686                                    |
| 1995 | 1995                                     |                                          | 1.734                                    | 1.734                                    |
| 2000 | 2000                                     |                                          | 1.698                                    | 1.698                                    |
| 2005 | 2005                                     |                                          | 1.926                                    | 1.926                                    |
| 2011 | 2011                                     |                                          | 2.166                                    | 2.166                                    |
| 2020 | 2020                                     |                                          | 2.373                                    | 2.373                                    |
| 2022 | 2022                                     |                                          | 2.350                                    | 2.350                                    |
| Datenquelle: Historisches Gemeindeverzeichnis für Hessen: Die Bevölkerung der Gemeinden 1834 bis 1967. Wiesbaden: Hessisches Statistisches Landesamt, 1968. Weitere Quellen: LAGIS; Zensus 2011; Gemeinde Wöllersheim; 2022 |                                          |                                          |                                          |                                          |

### Historische Religionszugehörigkeit
- 1961: 1073 evangelische (= 76,86 %), 310 katholische (= 22,21 %) Einwohner

## Kultur und Sehenswürdigkeiten

### Bauwerke
- Die evangelische Martinskirche. Neben der Kirche ist das Ehrenmal für die Gefallenen des Ersten Weltkriegs erhalten geblieben. Der Entwurf für das Denkmal stammt von Heinrich Walbe.
- Der Röhrbrunnen auf dem Kirchplatz, früher Freier Platz genannt.

Es ist zweiarmiger Röhrbrunnen, der 1833 angelegt wurde und zwei Wassertröge besitzt. Auf einem der Tröge sitzt heute eine Skulptur, Mann mit Pfeife, die von einem einheimischen Künstler geschaffen wurde. Das Vorbild für die Skulptur war Friedrich Römer.
- Das mittelalterliche Scheibenkreuz

Das Scheibenkreuz stammt aus dem 14. oder 15. Jahrhundert und hat einen Durchmesser von 14,5 cm. Nach Azzola ist es das kleinste bekannte Scheibenkreuz. Heute ist es in ca. 3,50 m Höhe über dem Westportal der Kirche eingemauert.
- Die Weed.
- Der Zukunftspfad.
- Der Hochbehälter von 1907/08.
- Schloss Södel

### Vereine
- 1. Södeler Klickerverein e. V. Bereits 2009 hatte der Verein das dritte Mal in Folge die Deutsche Meisterschaft errungen. Im Jahr 2019 wurde die achte Meisterschaft gefeiert.
- 1. Södeler Männer-Club
- American Football Club Wetterau Bulls Wölfersheim e. V.
- Black Bandits Marching Corps e. V
- Dorfgemeinschaft Sodila
- Ev. Kirchenchor Södel/Melbach
- Ev. Posaunenchor Södel/Melbach
- Fliegergruppe Wölfersheim/Södel
- Freiwillige Feuerwehr 1892 Södel e. V.
- Gesangverein Eintracht 1840 Södel e. V., ursprünglicher Name „Södeler Singverein.“
- Landfrauenverein Wölfersheim-Södel, gegründet am 11. Januar 1980.
- Trimm-Dich-Club Södel
- TSV Frisch-Auf 1896 Södel
- VFB 1957 Södel e. V., ein erster Fußballverein, gegründet um 1950. Der Verein setzt seinen Schwerpunkt heute auf Frauenfußball.[42]

Vereine, teilweise die aus dem Zeitgeist gegründet wurden, existieren nicht mehr:
- Kriegerverein Södel, gegründet 1875,
- Musikverein Södel, gegründet 1884/85,
- Deutscher Flottenverein Wölfersheim-Södel, gegründet am 11. Februar 1906
- Reit- und Fahrverein, gegründet 1949, aufgelöst Ende der 1960er Jahre.[43]

### Persönlichkeiten aus Södel
- Honk! Star der Ballermann-Musik

## Verkehr
Der Haltepunkt Wölfersheim-Södel liegt an der Bahnstrecke Friedberg–Mücke und wird durch die Linie RB 47 bedient.